# المفتشة كوو (مسلسل)
المفتشة كوو (هانغل: 구경이; رر: Gu Gyeong-i)؛ هو مسلسل تلفزيوني كوري جنوبي لعام 2021، يوصف المسلسل بأنه النسخة الآسيوية من مسلسل قتل إيف، تدور حول معركة ضابط شرطة سابق ضد طالبة جامعية قاتلة متسلسلة، عرض على قناة JTBC كل يومي السبت والأحد من 30 أكتوبر إلى 12 ديسمبر من عام 2021، وهو متاح أيضًا على شبكة نتفليكس.

## القصة
كو كيونغ يي في الأربعينيات من عمرها، هي ضابطة شرطة سابقة، لكنها تعمل الآن محققة تأمين ومحققة خاصة. بفضل ذكائها وحدسها الممتاز، فهي قادرة على حل القضايا، تحاول كيونغ يي القبض على قاتل متسلسل.

## بطولة

### طاقم رئيسي
- لي يونغ أي في دور كو كيونغ يي

شرطية ذكية تحولت إلى محققة تأمين في الأربعينيات من عمرها تحقق في قضية قتل.
- كيم هاي جون في دور سونغ يي كيونغ / كيي

طالبة جامعية غامضة وممثلة مسرحية.
- كواك سون يونغ في دور نا جي هي.

رئيسة فريق التحقيق أن تي لتأمين على الحياة..
- كيم هاي سوك ي دور المديرة يونغ.

مديرة مؤسسة.
- لي هونغ ناي في دور جيون ووك

داعم يي كيونغ.

### أدوار داعمة
- بايك سونغ تشول في دور سانتا، مساعد كيونغ يي.[14][15]
- تشوي هيون تشول بدورأوه كيونغ سوو ، محقق في أن تي لتأمين على الحياة.[16]

## الاستقبال
احتلت دراما قناة JTBC التلفزيونية يوم السبت والأحد المرتبة الأولى على نتفليكس «أفضل 10 محتوى كوري».
احتلت الدراما المرتبة الأولى سابقًا والمرتبة الثامنة في 17 نوفمبر، وأثبتت شعبيتها العالمية من خلال تصنيفها في المراكز العشرة الأولى ليس فقط في كوريا ولكن أيضًا في هونغ كونغ وإندونيسيا وماليزيا وسنغافورة وتايوان وتايلاند وفيتنام.

## المشاهدات
| الموسم | الموسم | رقم الحلقة | رقم الحلقة | رقم الحلقة | رقم الحلقة | رقم الحلقة | رقم الحلقة | رقم الحلقة | رقم الحلقة | رقم الحلقة | رقم الحلقة | رقم الحلقة | رقم الحلقة | المتوسط |
| الموسم | الموسم | 1          | 2          | 3          | 4          | 5          | 6          | 7          | 8          | 9          | 10         | 11         | 12         | المتوسط |
| ------ | ------ | ---------- | ---------- | ---------- | ---------- | ---------- | ---------- | ---------- | ---------- | ---------- | ---------- | ---------- | ---------- | ------- |
|        | 1      | 599        | 571        | 468        | 647        | 454        | 650        | 513        | 553        | غ/م        | 454        | غ/م        | 598        | N/A     |

| رقم    | تاريخ البث     | متوسط حصة الجمهور | متوسط حصة الجمهور |
| رقم    | تاريخ البث     | AGB Nielsen       | AGB Nielsen       |
| رقم    | تاريخ البث     | على الصعيد الوطني | سيئول             |
| ------ | -------------- | ----------------- | ----------------- |
| 1      | 30 أكتوبر 2021 | 2.640%            | 2.666%            |
| 2      | 31 أكتوبر 2021 | 2.6%%             | 3.027%            |
| 3      | 6 نوفمبر 2021  | 2.305%            | 2.241%            |
| 4      | 7 نوفمبر 2021  | 2.747%            | 3.464%            |
| 5      | 13 نوفمبر 2021 | 1.809%            | غ/م               |
| 6      | 14 نوفمبر 2021 | 2.548%            | 3.036%            |
| 7      | 20 نوفمبر 2021 | 1.8%              | 2.510%            |
| 8      | 21 نوفمبر 2021 | 2.2%              | 2.717%            |
| 9      | 4 ديسمبر 2021  | 1.7%              | غ/م               |
| 10     | 5 ديسمبر 2021  | 1.8%              | غ/م               |
| 11     | 11 ديسمبر 2021 | 1.5%              | غ/م               |
| 12     | 12 ديسمبر 2021 | 2.3%              | 2.864%            |
| المعدل | المعدل         | %                 | __                |

## الإنتاج

### صناعة
في 18 أكتوبر 2021 ، أعلنت شركة Keyeast أنها وقعت عقد إنتاج وتوريد مع جي تي بي سي إستوديوز لمسلسل «المفتشة كوو» ومسلسل «شخص واحد فقط» الذي سيبث في ديسمبر. يذكر أن الممثلة لي يونغ أي، قد تلقت مرتب 170 الف دولار لكل حلقة.
- سابقا عنوان العمل كان المدهشة كو كيونغ يي (경이로운 구경 이 ؛ Gyeong-iroun Gu Gyeong-i)..[23]
- تمت قراءة السيناريو الأول مع حضور طاقم العمل في مايو 2021 ، وبدأ التصوير في الشهر التالي.[12][24]

## روابط خارجية
- على الموقع الرسمي (بالكورية)
- المفتشة كوو على موقع IMDb (الإنجليزية)
- المفتشة كوو على موقع روتن توميتوز (الإنجليزية)
- المفتشة كوو على موقع نتفليكس (الإنجليزية)
- المفتشة كوو على موقع كينوبويسك (الروسية)
- المفتشة كوو على موقع قاعدة بيانات الفيلم (الإنجليزية)
- المفتشة كوو على هانسينما